# となりの町のお嬢さん
「となりの町のお嬢さん」（となりのまちのおじょうさん）は、吉田拓郎のシングル。1975年9月25日発売。発売元はフォーライフ・レコード（現・フォーライフミュージックエンタテイメント）。

## 解説
- フォーライフ設立後初のシングル。
- このシングルからよしだたくろうから吉田拓郎と名前が漢字表記になる。

## 収録曲
- 全作詞・作曲：吉田拓郎／編曲：松任谷正隆

Side:A
1. となりの町のお嬢さん（3分52秒）

Side:B
1. 流れる（3分13秒）

## 参加ミュージシャン
- A.Piano, E.Piano, Organ, Accordion, Flat Mandolin, Banjo：松任谷正隆
- Drums, Percussion：田中清司
- E.Guitar, A.Guitar：矢島賢
- E.Bass：後藤次利
- Steel Guitar：駒沢裕城

## 収録ディスク

### アルバム
- 『ONLY YOU 〜since coming For Life〜』(1981年)
- 『LIFE』(1996年)
- 『拓郎ヒストリー』(2007年)